# Буферный парк
Бу́ферный па́рк — парк в Пушкине, Санкт-Петербург, расположенный на въезде с северной стороны.

## История
Буферный парк является самой молодой парковой зоной в городе: парк создавался в конце 1980-х — начале 1990-х годов в ходе застройки новых микрорайонов в северной части Пушкина. Парковая зона предполагалась в качестве буфера между жилой застройкой и полями совхоза Шушары, по этой причине парк и получил название Буферного.
В 2007 году в ознаменивание 300-летия Царского Села в парке было высажено 300 берёз. В 2016 году на территории Буферного парка высадили 70 лип — акция была приурочена к 70-летию образования правовой службы МВД России. В середине 2017 года предполагалось построить к 2020 году на части территории Буферного парка тематический парк, посвящённый сказкам Александра Пушкина. Открытие обновлённого парка планировалось приурочить к 310-летию города. Подобные проекты перепланировки и приспособления парка появляются регулярно.

## Описание
Буферный парк расположен на северной окраине Пушкина, на участке на пересечении Петербургского шоссе и Детскосельского бульвара площадью 110 га. Участок, где расположен парк представляет собой практически ровное поле с пятью прудами. С востока он ограничен гаражным кооперативом КАС-ПО-3, расположенным вдоль железнодорожных путей Витебского направления и южного хода Малой Октябрьской железной дороги, немного южнее парка расположены платформа Детскосельская и станция Царскосельская МОЖД. C юга территория парка ограничена Детскосельским бульваром, с запада — Петербургским шоссе, а с севера — речкой Кузьминкой, за которой к парку примыкает Кузьминское кладбище.
- Остатки моста «Императорского пути», проходившего по территории будущего парка
- Вид прудов сверху
- Парк в туманную погоду
- В парке расположена электрическая подстанция
- Табличка с описанием